# Magyar Természetjáró Szövetség
A Magyar Természetjáró Szövetség (MTSZ, korábban Magyar Természetbarát Szövetség) a magyarországi szervezett természetjárás legjelentősebb képviselője. Közel 250 tagszervezete és csaknem 13 000 igazolt tagja van. A Nemzetközi Természetbarát Szövetség (NFI) és az Európai Gyalogos Turistaszövetség (EWV) magyarországi tagszervezete.

## Történelem
1948-ban hozták létre a Magyar Természetbarát Szövetséget, melyet 1951-ben államosítottak Országos Természetjáró Társadalmi Sportszövetség néven. Az 1956-os forradalom alatt rövid időre a Magyar Turista Szövetség nevet vette fel. 1957. március 18-án a Sporthivatal határozatot hozott arról, hogy a szervezet a továbbiakban a régi-új Magyar Természetbarát Szövetség nevet viselje; a szövetség azonban továbbra is a Sporthivatal szerves része maradt, önállóság nélkül.
1987 májusában született döntés az MTSZ önállóvá válásáról és a demokratikus szövetségi forma alapelveinek lefektetéséről. November 19-én a Közgazdaságtudományi Egyetem aulájában több mint 500 természetjáró küldött gyűlt össze, és határozott egy jogilag és gazdaságilag önálló szervezet létrehozásáról, kiválva ezzel az állami sporthivatalból.
2012. május 12-én a szövetség közgyűlése új alapszabály elfogadásáról döntött, mellyel a szervezet neve Magyar Természetjáró Szövetség lett. Elnökké Garancsi Istvánt, a természetjáró és kerékpáros turizmus, úthálózat és közlekedés fejlesztéséért felelős miniszterelnöki megbízottat választották.
2014 szeptemberében a Magyar Természetjáró Szövetség a korábbi logóját is megújította, oly módon, hogy a logóban megjelenő színek és motívumok jobban kifejezzék a szervezet céljait és magyar jellegét. A logóban korábban szereplő rododendron- (havasirózsa-)virágok helyére a pilisi len virágai kerültek, és a korábbi magas hegyek helyét is a mai Magyarország domborzatára jobban jellemző, lankásabb hegyvonulatok vették át. A szövetség jelképváltását 2014. szeptember 22-én jelentették be.

## Tevékenység

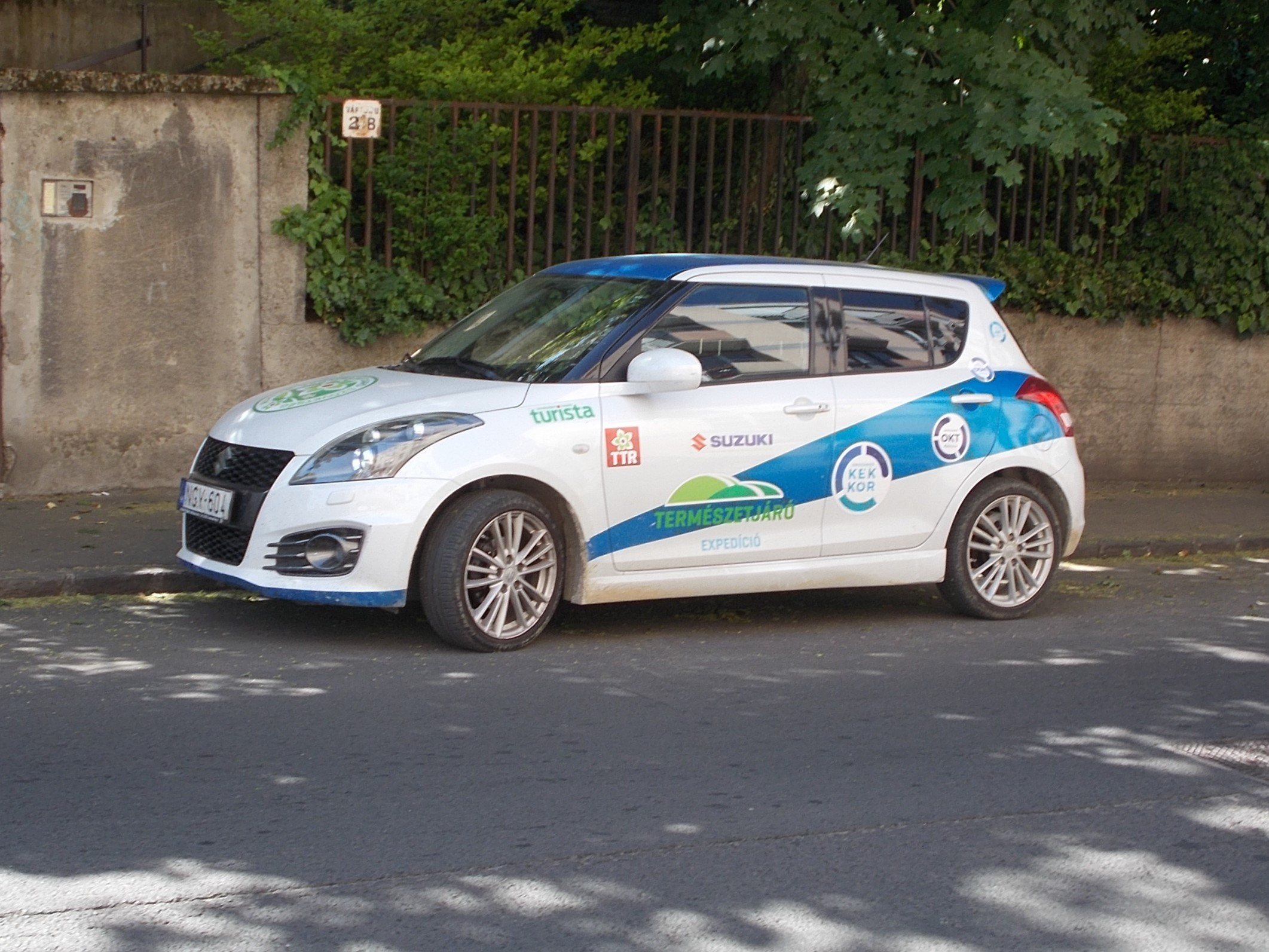
A Magyar Természetjáró Szövetség felmatricázott autója

Az MTSZ tevékenysége a gyalogos, kerékpáros, vízi-, barlang-, sí-, illetve hegymászó túrákra terjed ki. Küldetése – egyebek mellett – a természetjárás érdekképviseletének ellátása, szakmai fejlesztése, valamint népszerűsítése és gyakorlásának elősegítése

## Vezetők
Elnökök:
- 1987–1991 Peták István
- 1991–1996 ?
- 1996–2007 Bársony András
- 2007–2012 Szabó Imre
- 2012– Garancsi István[8][9][3]

## Kiadványok
2012 júliusától a Magyar Természetjáró Szövetség adja ki a Turista magazin című havilapot.